# 란츠후트

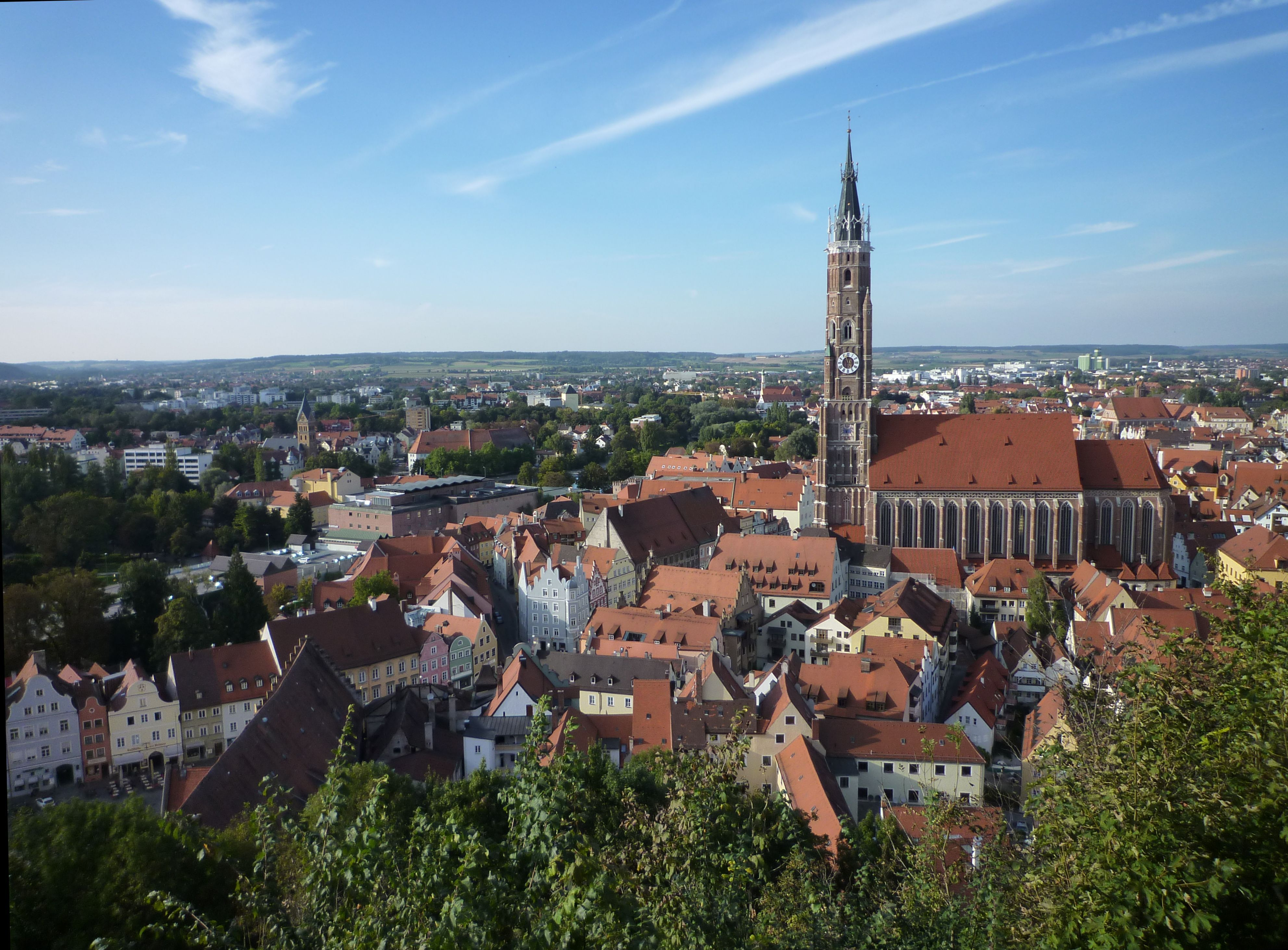

란츠후트(독일어: Landshut)는 독일 남부 바이에른주에 있는 도시이다. 인구 62,735명(2009).
바이에른 주 동부, 니더바이에른의 행정 중심지이다. 이자르강 연안에 위차하며, 뮌헨에서 동북쪽으로 70km 떨어져 있다. 1204년 비텔스바흐 왕가의 루트비히 1세가 이자르강의 요새로 건설한 것이 시의 기원이다. 이후 바이에른 공국의 한 중심지로 발전하였으나, 전쟁으로 쇠퇴했다. 1800년 잉골슈타트에 있던 대학이 이 도시로 이전해 왔다가 1826년 다시 뮌헨으로 옮겨 오늘날의 뮌헨 루트비히 막시밀리안 대학교로 이어지고 있다. 14세기에 건립된 장크트마르틴 성당은 첨탑의 높이가 130m나 되는 유명한 건물이며, 그 외에도 중세 시대의 건물들이 많이 남아 있다. 제2차 세계 대전 이후에 새로운 산업이 일어나면서 옛 건물이 많은 구 시가지와 함께 현대적인 신시가지가 조성되고 경제가 성장하였다.

## 같이 보기
- 에크뮐 전투